# Zamarada aureomarginata
Zamarada aureomarginata là một loài bướm đêm trong họ Geometridae.